# 2K6 (ミサイル)
2K6 ルーナ（ロシア語: Луна;「月」の意）は、ソビエト連邦の戦術弾道ミサイルである。GRAUインデックスは、2K6が付与されている。 NATOコードネームはFROG-3（3R9ミサイル搭載型）およびFROG-5（3R10ミサイル搭載型）。1965年から2K6ルーナは、より成功を収めることとなる9K52 ルーナM（NATOコード：FROG-7）に代替された。

## 開発史
このミサイルシステムは1953年からN. P. Mazurovの監督下でNII-1によって開発が初められた。ルーナ以前には2K1および2K4のようなミサイルが設計されていた。ミサイル本体についてはNII-1の担当だったが、その輸送起立発射機に関してはTsNII-58が担当した。ミサイルそのものは固体燃料ロケットであり、誘導装置はなくスピン安定のみである。当初はS-125A "Pion"と命名されていた。
1957年に試作車両として発射車両のSPU S-123A（オブイェクト160車体）と移動・装填車両のTZM S-124A（オブイェクト161車体）が作られ、評価には3R5ロケットが用意された。これらは1958年にカプースチン・ヤールに1959年にザバイカル軍管区に持ち込まれた。評価の結果、TZMは破棄しSPUの改良とロケット開発が決定した。ついで3R9と3R10ロケットが開発された。1959年12月2日にこれらを生産する決定がなされた。最初の5両は1960年1月に完成し同年3月に国家承認のトライアルが行われた。
1960年にルーナはソビエト連邦軍へ配備開始され1982年まで維持された 。1960年から初年度だけで80輌の発射車両と365発のロケットが製造され、1964年までに432輌のSPU 2P16が製造された。

## システム諸元
このミサイルシステムはこれらから構成される。
- 発射車両 SPU 2P16 (Ob'yekt 160) PT-76の車体を元に転輪や発射レールおよびその仰俯角装置、安定ジャッキ、発動機を搭載。戦闘時重量18トン
- ロケット 3R9 通常弾頭の3N15搭載 射程12から44.6 km
- ロケット 3R10  重量400 kg 核弾頭 3N14 搭載 射程10 から 32.1 km
- ミサイル輸送機　2U663　 ZiL-157Vベース, ミサイル2基搭載
- 輸送および核弾頭取付車両 2U662
- 移動クレーン ADK K52 (MAZ-502に搭載), ADK K61 (MAZ-200に搭載) ないし 9T31 (Ural-375に搭載)
- 整備車両 PRTB-1, 2U659 など
- 指揮車両 PU-2
- 訓練車両 PV-65 訓練弾 3R11 訓練弾頭 3N16

2P21（Br-226-IIの名でも知られる）ZiL-134 8x8へ搭載の発射車両のバリアントもあったが実戦配備されなかった。

## 運用史
ルーナがソ連軍に配備されたのは1960年から1982年までである。自動車化狙撃兵師団および戦車師団はそれぞれが1個ロケット大隊（2個ロケット中隊規模）という形で2輌の2P16を装備していた。キューバ危機において12セットの2K6一式がキューバに置かれた。
ソ連の2K6は少なくとも3カ国のワルシャワ条約機構加盟国（ブルガリア、チェコスロバキア、ハンガリー）の砲兵部隊に恒久的に配備されたが、しかしソ連の管理下のままであり全運用がこれらの国に任されたわけではなかった。

## 運用国
- アフガニスタン: 13[3]
- アルジェリア: 21[3]
- キューバ: 65[4]
- エジプト: 24[3]
- イラク: 24[3]
- リビア: 20[3]
- 朝鮮民主主義人民共和国: 24[5]
- ポーランド[6]
- ルーマニア[6]
- シリア: 30[3]
- イエメン: 12[3]